# Arroyo Bullaquejo
El arroyo Bullaquejo es un curso de agua del interior de la península ibérica, perteneciente a la cuenca hidrográfica del Guadiana. Discurre por la provincia española de Ciudad Real.

## Curso
Discurre por la provincia de Ciudad Real. Este curso de agua tiene su origen en el término municipal de Piedrabuena y discurre en dirección oeste-este hasta terminar desembocando en el río Bullaque. Aparece descrito en el cuarto volumen del Diccionario geográfico-estadístico-histórico de España y sus posesiones de Ultramar de Pascual Madoz con las siguientes palabras:

BULLAQUEJO: riach. en la prov. de Ciudad-Real, part. jud. de Piedrabuena: nace en el térm. de esta v., en el hermoso valle llamado Navalagrulla corre 3 leg. de O. á E. y entra en el Bullaque en el sitio llamado las Juntas á una leg. de Piedrabuena amenizando casi siempre los valles de Valdepalacios, y las Navas: no tiene puentes, por lo que en tiempo de lluvias es muy peligroso por las muchas aguas que reune de los cerros que forman los citados valles: no tienen sus aguas uso alguno.
(Madoz, 1846, p. 495)